# Чемпионат СССР по тяжёлой атлетике 1985
60-й чемпионат СССР по тяжёлой атлетике прошёл с 11 по 16 июня 1985 года в Волгограде (РСФСР). Атлеты были разделены на 10 весовых категорий и соревновались в двоеборье (рывок и толчок).

## Медалисты
| Категория    | Золото                                       | Золото                 | Серебро                                       | Серебро                | Бронза                                     | Бронза                 |
| До 52 кг     | Бронислав Рыжик «Динамо» Симферополь         | 245 кг (110 + 135)     | Валерий Богуцкий «Пахтакор» Фергана           | 222,5 кг (102,5 + 120) | Ровшан Азимов Вооружённые Силы Ош          | 212,5 кг (95 + 117,5)  |
| До 56 кг     | Николай Захаров «Труд» Кемерово              | 260 кг (112,5 + 147,5) | Алексей Колокольцев Вооружённые Силы Кемерово | 257,5 кг (115 + 142,5) | Руслан Дю Вооружённые Силы Минск           | 257,5 кг (115 + 142,5) |
| До 60 кг     | Мухади Седаев «Динамо» Грозный               | 287,5 кг (130 + 157,5) | Каро Оганесян «Мехнат» Сумгаит                | 267,5 кг (120 + 147,5) | Ильфат Музафаров «Колос» Ворошиловград     | 262,5 кг (115 + 147,5) |
| До 67,5 кг   | Евгений Новиков «Авангард» Рубежное          | 315 кг (140 + 175)     | Владимир Кузнецов Вооружённые Силы Краснодар  | 310 кг (140 + 170)     | Олег Козлов Вооружённые Силы Бобруйск      | 310 кг (142,5 + 167,5) |
| До 75 кг     | Авсет Авсетов Вооружённые Силы Ленинград     | 347,5 кг (155 + 192,5) | Алексей Краснов «Буревестник» Майкоп          | 337,5 кг (147,5 + 190) | Сергей Шикин «Буревестник» Калуга          | 335 кг (150 + 185)     |
| До 82,5 кг   | Исраил Арсамаков «Динамо» Грозный            | 385 кг (172,5 + 212,5) | Наиль Мухамедьяров «Трудовые резервы» Ленинск | 352,5 кг (155 + 197,5) | С. Павлов «Буревестник» Витебск            | 345 кг (150 + 195)     |
| До 90 кг     | Олег Чирицо «Красное знамя» Минск            | 367,5 кг (162,5 + 205) | Дамир Туктаров Вооружённые Силы Киев          | 367,5 кг (165 + 202,5) | Владимир Минов «Красное знамя» Могилёв     | 365 кг (165 + 200)     |
| До 100 кг    | Ахмад Ачичаев Вооружённые Силы Москва        | 390 кг (175 + 215)     | Владимир Артюх Вооружённые Силы Ленинград     | 390 кг (180 + 210)     | Зияфудин Качаев «Спартак» Ленинград        | 385 кг (175 + 210)     |
| До 110 кг    | Александр Борисёнок Вооружённые Силы Могилёв | 407,5 кг (180 + 227,5) | Айнди Товсултанов Вооружённые Силы Грозный    | 405 кг (177,5 + 227,5) | Валентин Кузьмин Вооружённые Силы Павлодар | 402,5 кг (180 + 222,5) |
| Свыше 110 кг | Александр Столяров «Буревестник» Витебск     | 402,5 кг (177,5 + 225) | Сергей Дидык Вооружённые Силы Винница         | 390 кг (160 + 230)     | Юрий Смольянинов «Труд» Таганрог           | 390 кг (172,5 + 217,5) |